# Seigneurie de L'Isle-Jourdain
Pour les articles homonymes, voir L'Isle-Jourdain.
L'Isle-Jourdain (occitan : Illa ou Iscla) était une seigneurie puis un comté en Gascogne à l'époque du Moyen Âge classique.

Armes des seigneurs de L'Isle-Jourdain : de gueules à la croix cléchée, vidée et pommetée d'or.

## Histoire

### Étymologie
Le nom Jourdain provient du baron qui avait participé à la première croisade et avait été baptisé dans les eaux du Jourdain. Cette histoire mythique date de 1817 pendant la Restauration, époque où l'église catholique voulait reprendre une place prépondérante que la Révolution puis l'Empire avait faite décliner. Deux documents irréfutables, datant l'un de 1071 (avant la 1re Croisade), en bas latin, et l'autre de 1243, en occitan, confirmant le précédent.  Le premier donne comme nom Isla Jordanis et le second aus habitants de l'Isla de Baiz de Jourdan de vendre le vin sans payer tolta, questa.

### Territoire
Par le capitulaire de Quirzy sur Oise, en 877, Charles le Chauve fixait l'hérédité des fiefs issus de l'Édit de Clotaire II en 614. À cette époque vers 900, deux familles dominaient ce qui devait devenir le comté de l'isle-Jourdain, la première, celle du seigneur d'Ictiu (livre IIIm : Ictio ou Izc) devait disparaître, l'autre allait être la fidèle vassale des comtes de Toulouse. Par achat ou guerre le comté s'agrandit, à l'origine il comprenait l'actuel territoire du canton de l'Isle, les communes de Léguevin, Cadours puis Grenade. À la suite de l'achat aux environs de 1214 et de l'agrandissement de la moitié du Gimoez et du château de Saran enfin toujours à la même époque les possessions du Seigneur de Sirac.  (source Histoire du Languedoc : livre III page 337, Saume de l'Isle 1190, Mr Cabié coutumes de l'Isle art. 1). 
Son dernier comte Jean-Jourdain II, ruiné et sans héritier de son deuxième mariage avec Marguerite de Terrides et après de brillants faits d'armes en Limousin sous les ordres du seigneur de Clermont, devenu plus tard duc de Bourbon, lui vendit son fief, alors qu'il commandait les armées du Languedoc en 1404, ce dernier le revendit à Jean IV, comte d'Armagnac, en 1421. La famille des comtes de Jourdain s'éteignait avec Jean Jourdain II, lignée ayant donné de nombreux hommes dévoués à leur pays et dont la vaillance fut reconnue par tous.  
Vers 1770, Guillaume Dubarry fut fait comte de L'Isle-Jourdain en récompense du mariage blanc qu'il avait contracté avec Jeanne Bécu, la future comtesse du Barry, pour qu'elle puisse être présentée à la Cour et devenir la maîtresse officielle de Louis XV.

## Seigneurs
- c.1000-1038 Odon Raymond
- 1038-1089 Raymond, fils du précédent
- 1089-1132 Jourdain Ier, fils du précédent
- 1132-1161 Bernard Ier, fils du précédent
- 1161-1194 Jourdain II, fils du précédent. Épouse Esclarmonde de Terride.
- 1196-1205 Jourdain III, fils du précédent. Épouse Esclarmonde de Foix, fille de Roger-Bernard I.
- 1205-1228 Bernard II Jourdain, fils du précédent. Épouse Indie de Toulouse, fille bâtarde de Raimond V.
- 1228-1240 Bernard III, fils du précédent.
- 1240-1271 Jourdain IV, frère cadet du précédent. Épouse Faydide de Cazaubon.
- 1271-1303/1306 Jourdain V, fils du précédent. Épouse Guillaumine de Durfort.
- 1303/1306-1340 Bernard IV Jourdain, fils du précédent. Épouse Marguerite de Foix, fille de Roger-Bernard III.

## Comtes
- 1340-1349  Bertrand Ier, fils du précédent. Épouse Isabelle de Lévis, petite-fille de Guy III.
- 1349-1365  Jean Jourdain Ier, fils du précédent. Épouse Jeanne d'Albret, fille de Bernard-Ezi V.
- 1365-1369  Bertrand II, fils du précédent. Épouse Éléonore de Comminges, fille de Pierre-Raymond II; une sœur aînée de Marguerite de Comminges. Sans postérité.
- 1369-1375  Jean Jourdain II, frère cadet de Bertrand Ier. Épouse Indie de Durfort.
- 1375-1405  Jourdain VI, fils du précédent. Épouse Cécile d'Astarac, fille de Centulle IV, puis, en secondes noces, Marguerite de Terride. Sans postérité.